# North Sioux (Dakota del Norte)
North Sioux es un territorio no organizado ubicado en el condado de Sioux en el estado estadounidense de Dakota del Norte. En el Censo de 2010 tenía una población de 1200 habitantes y una densidad poblacional de 1,43 personas por km².

## Geografía
North Sioux se encuentra ubicado en las coordenadas 46°17′29″N 100°47′26″O / 46.29139, -100.79056. Según la Oficina del Censo de los Estados Unidos, North Sioux tiene una superficie total de 836.75 km², de la cual 802.77 km² corresponden a tierra firme y (4.06%) 33.98 km² es agua.

## Demografía
Según el censo de 2010, había 1200 personas residiendo en North Sioux. La densidad de población era de 1,43 hab./km². De los 1200 habitantes, North Sioux estaba compuesto por el 8.42% blancos, el 0.08% eran afroamericanos, el 88.75% eran amerindios, el 0% eran asiáticos, el 0% eran isleños del Pacífico, el 0% eran de otras razas y el 2.75% pertenecían a dos o más razas. Del total de la población el 1.83% eran hispanos o latinos de cualquier raza.